# أناستاسيا زافارتنيوك
أناستاسيا زافارتنيوك (الروسية: Анастасия Юрьевна Заворотнюк) (3 أبريل 1971 في أستراخان - 29 مايو 2024)؛ ممثلة، مذيعة، ومقدمة تلفزيونية روسية من أصول أوكرانية.

## وصلات خارجية
- أناستاسيا زافارتنيوك على موقع IMDb (الإنجليزية)
- أناستاسيا زافارتنيوك على موقع ميوزك برينز (الإنجليزية)
- أناستاسيا زافارتنيوك على موقع أول موفي (الإنجليزية)
- أناستاسيا زافارتنيوك على موقع قاعدة بيانات الفيلم (الإنجليزية)
- أناستاسيا زافارتنيوك على موقع كينوبويسك (الروسية)